# Acchi kocchi
Acchi kocchi (jap. あっちこっち Atchi-kotchi) – czteropanelowa manga autorstwa Ishiki, publikowana na łamach magazynu „Manga Time Kirara” wydawnictwa Hōbunsha od października 2006. Na podstawie mangi studio AIC wyprodukowało serial anime, który emitowany był od kwietnia do czerwca 2012.

## Fabuła
Poważny Io i niewinna Tsumiki są ze sobą nierozłączni, choć w rzeczywistości nie zostali jeszcze parą. Seria opowiada o codziennym życiu ich oraz przyjaciół, którzy wszelkimi sposobami starają się rozwinąć skomplikowany związek tej dwójki, co często skutkuje nieoczekiwanymi rezultatami.

## Bohaterowie

### Główni
- Tsumiki Miniwa (jap. 御庭 つみき Miniwa Tsumiki)

Seiyū: Yoshitsugu Matsuoka 
- Io Otonashi (jap. 音無 伊御 Otonashi Io)

Seiyū: Nobuhiko Okamoto 
- Hime Haruno (jap. 春野 姫 Haruno Hime)

Seiyū: Kaori Fukuhara 
- Mayoi Katase (jap. 片瀬 真宵 Katase Mayoi)

Seiyū: Hitomi Nabatame 
- Sakaki Inui (jap. 戌井 榊 Inui Sakaki)

Seiyū: Shintarō Asanuma 

### Poboczni
- Miiko Inui (jap. 戌井 みいこ Inui Miiko)

Seiyū: Yūko Minaguchi 
- Saki Sakimori (jap. 崎守 咲 Sakimori Saki)

Seiyū: Natsumi Takamori 
- Kana Miyama (jap. 深山 佳奈 Miyama Kana)

Seiyū: Hiromi Konno 
- Kyōya Saibara (jap. 西原 京谷 Saibara Kyōya)

Seiyū: Tsubasa Yonaga 
- Ami Kirino (jap. 桐野 亜美 Kirino Ami)

Seiyū: Marie Miyake 
- Kikue Sakuragawa (jap. 桜川 キクヱ Sakuragawa Kikue)

Seiyū: Junko Iwao 

## Manga
Seria ukazuje się od października 2006 na łamach magazynu „Manga Time Kirara”. Następnie wydawnictwo Hōbunsha rozpoczęło zbieranie rozdziałów do wydań w formacie tankōbon, których pierwszy tom ukazał się 27 października 2007. Według stanu na 27 września 2022, do tej pory wydano 9 tomów.
| Nr | Data wydania (język japoński) | ISBN (język japoński)  |
| -- | ----------------------------- | ---------------------- |
| 1  | 27 października 2007          | ISBN 978-4-8322-7659-8 |
| 2  | 25 grudnia 2008               | ISBN 978-4-8322-7763-2 |
| 3  | 27 marca 2010                 | ISBN 978-4-8322-7899-8 |
| 4  | 27 lipca 2011                 | ISBN 978-4-8322-4047-6 |
| 5  | 26 lipca 2012                 | ISBN 978-4-8322-4171-8 |
| 6  | 27 września 2014              | ISBN 978-4-8322-4482-5 |
| 7  | 27 stycznia 2017              | ISBN 978-4-8322-4795-6 |
| 8  | 27 listopada 2019             | ISBN 978-4-8322-7135-7 |
| 9  | 27 września 2022              | ISBN 978-4-8322-7397-9 |

## Anime
Adaptacja w formie telewizyjnego serialu anime została wyprodukowana przez studio AIC. Licząca 12 odcinków seria była emitowana od 5 kwietnia do 28 czerwca 2012, a dodatkowy 13 odcinek został wydany 16 listopada 2012, wraz z 6. tomem Blu-ray/DVD. Motywem przewodnim jest „Acchi de kocchi de” (jap. あっちでこっちで) w wykonaniu Rumi Ōkubo, Nobuhiko Okamoto, Hitomi Nabatame, Kaori Fukuhary i Shintarō Asanumy, kończącym zaś „Te o gyu shite ne” (jap. 手をギュしてね) autorstwa Ōkubo.

### Lista odcinków
| №   | Tytuł                                                                                  | Premiera          |
| --- | -------------------------------------------------------------------------------------- | ----------------- |
| 1   | Acchi ⇔ kocchi (あっち⇔こっち)                                                         | 5 kwietnia 2012   |
| 2   | Oishii kēki to ⇔ barentain rippu (美味しいケーキと⇔ばれんたいんリップ)                 | 12 kwietnia 2012  |
| 3   | Mujōnaru yukigassen VS ⇔ chōri jisshū (moe) (無情なる雪合戦VS⇔調理実習（燃）)          | 19 kwietnia 2012  |
| 4   | Tsukamaetai no ⇔ koi no dona dona (つかまえたいの⇔恋のドナドナ)                        | 26 kwietnia 2012  |
| 5   | Atakku! ⇔ nyanbā nyan! (アタック！⇔にゃんばーにゃん！)                                 | 3 maja 2012       |
| 6   | Pūru to y-shatsu to ⇔ shukudai (プールとYシャツと⇔宿題)                                | 10 maja 2012      |
| 7   | Yama da! Kawa da! ⇔ bābekyū! (山だ！川だ！⇔バーベキュー！)                             | 17 maja 2012      |
| 8   | Shukudai no natsu ⇔ matsuri no natsu (宿題の夏⇔祭りの夏)                               | 24 maja 2012      |
| 9   | Watashi o tsutsunde! ⇔ koi to roman no gakuensai (ワタシを包んで！⇔恋とロマンの学園祭) | 31 maja 2012      |
| 10  | Kuma enkaunto ⇔ raburimasu (くまエンカウント⇔ラブリマス)                               | 7 czerwca 2012    |
| 11  | Kotoshi mo yoroshiku ⇔ motchī gēmu (今年もよろしく⇔もっちーげーむ)                     | 21 czerwca 2012   |
| 12  | Amai hōseki ⇔ choko bāri tūdo (甘い宝石⇔チョコバーリトゥード)                          | 28 czerwca 2012   |
| OVA | Place = Princess                                                                       | 16 listopada 2012 |